# Ceratitis hancocki
Ceratitis hancocki är en tvåvingeart som beskrevs av Meyer 1998. Ceratitis hancocki ingår i släktet Ceratitis och familjen borrflugor. Inga underarter finns listade i Catalogue of Life.